# Можда спава
Можда спава је песма Владислава Петковића Диса, објављена 1913. године.
Песма је балада, необична љубавна песма сва у измаглици, сновиђењу, халуцинацији.
Песник говори о потреби за љубављу, о жељи да се осети топлина и срећа уз драго биће.
Нејасан лик вољене је доказ да Дис не говори о конкретној жени, него је то симбиоза прошлих, садашњих и будућих љубави.
Ово је музикална песма, што се постиже понављањем првог као последњег стиха у строфи и одабиром речи.
Песник користи омиљене мотиве, очи, сан, звезде. Од тога се само појам очи понавља 7 пута, а појмови као што су очи, видети и гледати понављају се чак на више десетина места.
Песма има 3 аспекта:
1. Сазнајни аспект: песник жели да дозна истину и сумњу да је тако нешто могуће, истина је скривена, то је тајна коју песник покушава да нађе.
2. Космички аспект: песник је незадовољан стварним животом и бежи у ирационално, у пространство космичке визије.
3. Аспект вечите љубави: љубав је неуништива, она се супротставља времену, забораву и смрти.

Песму је 2013. године на немачки језик превео Петер Хандке.

## Текст песме
Можда спава

Заборавио сам јутрос песму једну ја,

песму једну у сну што сам сву ноћ слушао:

да је чујем узалуд сам данас кушао,

као да је песма била срећа моја сва.

Заборавио сам јутрос песму једну ја.
У сну своме нисам знао за буђења моћ,

и да земљи треба сунца, јутра и зоре;

да у дану губе звезде беле одоре;

бледи месец да се креће у умрлу ноћ.

У сну своме нисам знао за буђења моћ.
Ја сад једва могу знати да имадох сан,

И у њему очи неке, небо нечије,

неко лице, не знам какво, можда дечије,

стару песму, старе звезде, неки стари дан.

Ја сад једва могу знати да имадох сан.
Не сећам се ничег више, ни очију тих:

као да је сан ми цео био од пене,

ил' те очи да су моја душа ван мене,

ни арије, ни свег другог, што ја ноћас сних;

Не сећам се ничег више, ни очију тих.
Али слутим, а слутити још једино знам;

Ја сад слутим за те очи, да су баш оне,

што ме чудно по животу воде и гоне:

у сну дођу, да ме виде, шта ли радим сам.

Али слутим, а слутити још једино знам.
Да ме виде дођу очи, и ја видим тад

и те очи, и ту љубав, и тај пут среће;

њене очи, њено лице, њено пролеће

у сну видим, али не знам, што не видим сад.

Да ме виде, дођу очи, и ја видим тад:
њену главу с круном косе и у коси цвет,

и њен поглед што ме гледа као из цвећа,

што ме гледа, што ми каже, да ме осећа,

што ми брижно пружа одмор и нежности свет,

њену главу с круном косе и у коси цвет.
Ја сад немам своју драгу, и њен не знам глас;

не знам место на ком живи или почива;

не знам зашто њу и сан ми јава покрива;

можда спава, и гроб тужно негује јој стас.

Ја сад немам своју драгу, и њен не знам глас.
Можда спава са очима изван сваког зла,

изван ствари, илузија, изван живота,

и с њом спава, невиђена, њена лепота;

можда живи и доћи ће после овог сна.

Можда спава са очима изван сваког зла.